# 辻庸介
辻 庸介（つじ ようすけ、1976年6月30日 - ）は、日本の起業家。マネーフォワード社長。
母方の祖父はシャープ2代目社長の佐伯旭。伯父（父の兄）はシャープ3代目社長の辻晴雄。

## 来歴
1976年（昭和51年）、大阪府池田市生まれ、大阪市天王寺区育ち。大阪教育大学教育学部附属平野小学校、甲陽学院中学校・高等学校卒業。京都大学在学中に共同で大学進学塾を開く。
2001年（平成13年）に京都大学農学部を卒業後、ソニーに入社。2004（平成16年）年にマネックス証券へ出向後、2007年（平成19年）に転籍。
2012年（平成24年）にマネーフォワードを創業。個人向け家計アプリと中小企業向け会計システムを販売している。同社は2017年（平成29年）に東京証券取引所マザーズ、2021年（令和3年）に市場第一部（現、プライム市場）に上場した。

## 著書
- FinTech入門（瀧 俊雄と共著）、日経BP、2016年4月14日、ISBN 978-4822251512